# Le Cid (Massenet)
|  | Per a altres significats, vegeu «Le Cid». |

Le Cid és una òpera en quatre actes i 10 escenes amb música de Jules Massenet i llibret en francès d'Adolphe-Philippe D'Ennery, Édouard Blau i Louis Gallet basada en la tragèdia homònima obra de Pierre Corneille.

## Història
Va ser representada per primera vegada en el Teatre de l'Òpera de París el 30 de novembre de 1885, amb presència del President Grévy, amb Jean de Reszke com a Rodrigue, i s'hi poder veure 150 vegades des de 1919 per després desaparèixer del repertori. Mentre que l'òpera en si no està en el repertori operístic estàndard, la suite per a ballet és un concert popular i peça que s'enregistra i inclou balls de diferents regions d'Espanya. L'òpera conserva un lloc marginal en l'escenari degut en gran manera a la suite de ballet i a un enregistrament d'un concert en viu el 8 de març de 1976 en el Carnegie Hall amb Plácido Domingo i Grace Bumbry. S'ha reposat en el Festival Massenet de 1994, el 1999 a Sevilla, una producció de 2001 per l'Òpera de Washington, protagonitzada per Domingo, es va exhibir a la televisió PBS.

## Personatges
| Personatge | Tessitura | Repartiment de l'estrena, 30 de novembre de 1885 (Director: Ernest Altès) |
| --- | --------- | ------------------------------------------------------------------------- |
| Chimène | soprano   | Fidès Devriès                                                             |
| Rodrigue | tenor     | Jean de Reszke                                                            |
| Don Diègue | baix      | Édouard de Reszke                                                         |
| Le Roi | baix      | Léon Melchissédec                                                         |
| Le comte de Gormas | baix      | Pol Plançon                                                               |
| L'Infant | soprano   | Rosa Bosman                                                               |
| Saint Jacques | baríton   | Lambert                                                                   |
| L'envoyé maure | baix      | Balleroy                                                                  |
| Don Arias | tenor     | Girard                                                                    |
| Don Alonzo | baix      | Sentein                                                                   |
| Cor: nobles, dames de la cort, bisbes, sacerdots, monjos, capitans i soldats, poble; ballarins (per al ballet de l'Acte II). |           |                                                                           |

## Àries destacades
- Rodrigue: "O noble lame étincelante"
- Chimène: "Pleurez, pleurez mes yeux"
- Rodrigue: "Ô souverain, ô juge, ô père"